# Skat - det er din tur
Skat – det er din tur (også kaldet Skat, det er din tur og Skat det er din tur) er en dansk spillefilm fra 1997, skrevet og instrueret af Mette Knudsen.

## Handling
Ægteparret Adam og Eva Nymann samt deres 5-årige datter, Rose, er den typiske 1997'er familie med to gange fuldtidsarbejde, børnehave og stress. Selvom Adam hjælper til derhjemme, er det alligevel Eva, der har hovedansvaret for barn og hjem. En morgen, hvor Adam skal aflevere Rose i børnehaven, kommer de ud for en alvorlig trafikulykke. I en nærdødsoplevelse møder Adam deres to skytsengle. De fortæller ham, at Rose er ved at dø, mens Adam selv vil dø. Men englene giver Adam endnu en chance.

## Medvirkende
- Søren Hauch-Fausbøll
- Søs Egelind
- Torben Zeller
- Henrik Prip
- Julie Wieth
- Pernille Højmark
- Benny Hansen
- Lone Lindorff
- Karen-Lise Mynster
- Rikke Wölck
- Kirsten Cenius
- Birthe Neumann
- Lene Vasegaard
- Helle Dolleris
- Lene Brøndum
- Lea Brøgger
- Stig Hoffmeyer
- Claus Bue
- Ole Thestrup
- Ulla Koppel
- Katja Miehe-Renard
- Susanne Heinrich
- Marianne Flor
- Pia Rosenbaum
- Birgit Conradi
- Laila Andersson
- Lise Schrøder
- Joachim Knop
- Pierre Miehe-Renard